# Бенаске
Бенаске (ісп. Benasque) — муніципалітет в Іспанії, у складі автономної спільноти Арагон, у провінції Уеска. Населення — 2200 осіб (2009).
Муніципалітет розташований на відстані близько 430 км на північний схід від Мадрида, 90 км на північний схід від Уески.
На території муніципалітету розташовані такі населені пункти: (дані про населення за 2009 рік)
- Ансілес: 180 осіб
- Бенаске: 1676 осіб
- Серлер: 363 особи

## Демографія
Динаміка населення (INE ):

## Галерея зображень

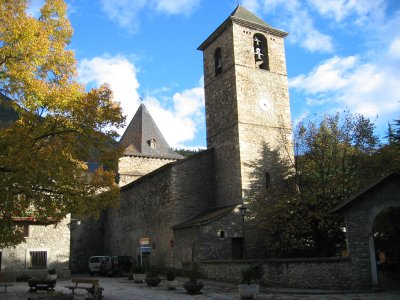
Церква Санта-Марія